# Una teoría del todo excepcionalmente simple

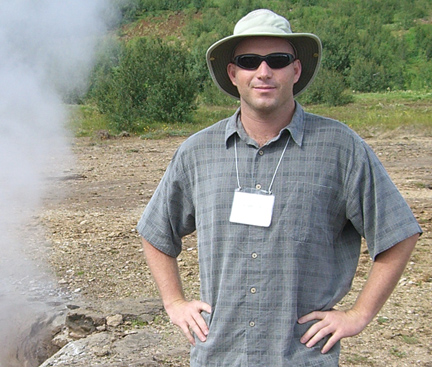
A. Garrett Lisi es el físico que escribió el artículo "Una teoría del todo excepcionalmente simple".

Una teoría del todo excepcionalmente simple (del inglés: An Exceptionally Simple Theory of Everything) es el título de un artículo de física teórica enviado a arXiv library el 6 de noviembre de 2007 por Antony Garrett Lisi. Su Teoría del todo afirma que puede unificar todos los campos del modelo estándar con la gravedad utilizando una red de 248 puntos (red de geometría E8). Aún no se ha sometido a una revisión por pares ni publicada en ninguna revista científica académica; no obstante, ha producido un gran revuelo y reacciones variadas, al tiempo que ha atraído el interés del público por el mismo y por su autor.
Lisi advierte que la teoría está incompleta y que «terminará siendo la correcta o bien una especulación errónea». Así pues, a diferencia de la mayoría de las teorías de cuerdas, es verificable en un futuro próximo, cuando el Gran Colisionador de Hadrones comience a estar operativo.
El título es una paronomasia matemática sobre la clasificación de la geometría E8, como grupo simple y como grupo excepcional.

## Panorama global
De acuerdo con Lisi, las matemáticas que lograran describir el universo se expresarían en una hermosa estructura matemática unificada, concisa y elegante y al mismo tiempo consistente con la experiencia.
En la teoría de campo, todas las propiedades observables de las partículas fundamentales se pueden comprender como resultado de operaciones que actúan en un campo cuya base es el conjunto de estados cuánticos permitidos. Las matemáticas de tales campos se rigen por ciertas reglas (es decir, las relaciones de conmutación que definen cómo se permite que interactúen las partículas) y además se debe especificar un principio matemático, conocido como el principio de acción, que rige la forma en que los estados pueden evolucionar con el tiempo.
Previamente, la teoría cuántica de campo había sido capaz de identificar las propiedades del modelo estándar
de las partículas elementales en correspondencia con las matemáticas de los bien conocidos grupos de Lie, específicamente el SU(3) para la Fuerza nuclear fuerte y la SU(2) x U(1) para la fuerza electrodébil. Además, las matemáticas de la relatividad general son equivalentes a las del grupo de Lorentz, SO(3,1). 
El trabajo de Lisi identifica un mecanismo por el cual las matemáticas de todas las fuerzas a las que nos hemos referido antes y sus partículas fundamentales asociadas quedan incluidas dentro del marco matemático de las matemáticas E8, que es el mayor de los grupos de Lie simples. También especifica una acción para la estructura resultante que, si fuera correcta, proporcionaría el marco para la coevolución de las interacciones cuánticas y gravitacionales, proporcionando una solución para el problema de la gravedad cuántica. Puesto que la acción que especifica contiene las relaciones normales tanto de la mecánica cuántica como de la relatividad, este aspecto de la teoría es intrínsecamente consistente con ambos reinos de la física establecida en los límites donde cada una de ellas es aplicable por separado. Además, una consecuencia natural de la ensayabilidad en E8 es que tendría que haber exactamente tres familias de fermiones. La presencia de las tres familias está bien establecida experimentalmente, pero el Modelo estándar no nos proporciona una explicación de por qué hay exactamente tres.
Esta inclusión de Lisi no admite parámetros libres. Predice necesariamente como consecuencia de esta inclusión y de la estructura de E8 el número exacto de las partículas fundamentales, todas sus propiedades, sus masas, las fuerzas entre ellas, la naturaleza del espacio-tiempo y la constante cosmológica. Se fuerza a que las propiedades de la mecánica cuántica sean ciertas por construcción, mientras que las masas tendrían que ser determinables, en principio, por medición del valor esperado de los estados fundamentales del componente de Higgs de este campo. No obstante, los cálculos que se requieren para efectuar esto son extremadamente complicados y no han sido intentados antes de la publicación. Además, la unificación de Lisi es probable que no sea la única posible. El autor unificó los términos de la mecánica cuántica dentro de E8 de un modo que minimiza la mezcla entre estados. Es probable que se puedan construir otras inclusiones "menos elegantes" que unirían la mecánica cuántica y la relatividad dentro de E8 pero que dieran lugar a predicciones diferentes para las masas de las partículas.
Lisi advierte que su teoría es incompleta. «La teoría es muy joven y aún se encuentra en desarrollo. Ahora mismo, asignaría una probabilidad baja (pero no insignificante) para esta predicción.» «Este es un tipo de teoría del todo o nada, puesto que acabará siendo totalmente correcta o espectacularmente errónea. Soy el primero en admitir que esto es un buen intento. Pero no está dicha la última palabra hasta que el LHC termine de hablar».

## Nuevas partículas
En la teoría de Lisi, existirían 20 elementos a partir de los 248 elementos base del grupo de Lie E8 que no corresponde con partículas o fuerzas conocidas. Esto requeriría la existencia de nuevas interacciones y partículas, aunque el número exacto de nuevas partículas dependería de la mezcla de estos estados básicos con los de las partículas convencionales conocidas (tal mezcla se define exactamente por la estructura de E8 pero aún no ha sido determinada). Los nuevos campos incluyen dos nuevos  números cuánticos en el modelo de Pati-Salam, un nuevo escalar de Higgs, así como nuevos campos que mezclan los leptones y los quarks y tiene fuerzas que varían dependiendo de la familia de fermiones. Por todo esto, la teoría también predice la descomposición del protón. Para ser consistente con las observaciones previas, Lisi sugiere que las masas de algunas de las partículas extra resultantes serían necesariamente demasiado grandes para haber sido observadas por los actuales aceleradores de partículas. La masa de al menos una de estas partículas estaría teóricamente dentro del rango detectable del LHC que ya se halla en servicio.

## Recepción
En su blog, el físico Peter Woit escribe: «Me alegro de ver a alguien que persigue estas ideas, incluso si no se plantea soluciones a los problemas subyacentes». Woit describió los ataques personales a Lisi al poco de aparecer su artículo como deprimentes. «Garret es un investigador serio y competente que ha seguido una carrera no convencional y recientemente obtuvo una beca por el instituto para cuestiones fundamentales». (FQXI)
Sabine Hossenfelder del Instituto "Perímetro" de Física Teórica Perimeter Institute for Theoretical Physics, que recientemente invitó a Lisi a una reunión internacional sobre gravedad cuántica de bucles y a la cual Lisi agradece en su artículo el haber sido una correspondiente útil, hace hincapié en las limitaciones del trabajo: 

Dado su estado actual, 
- El modelo de Garrett no conduce naturalmente a la unificación de las interacciones del modelo estándar con la gravedad (Él tuvo que elegir la acción entre dos; en su publicación sólo se describe uno de los modos posibles, siendo esto explicado por el mismo Lisi),
- No nos permite comprender la gravedad cuántica (puesto que no nos dice nada sobre la cuantificación);
- No explica los parámetros del modelo estándar (porque no hay aún ningún mecanismo para la ruptura de la simetría);
- No explica la constante cosmológica o su valor (como se dice más arriba, para afirmar que tenga que existir, sería necesario mostrar que no habría otra forma de hacerlo sin que hubiera una);
- No explica el problema de la jerarquía (y no veo forma de hacerlo);
- No explica por qué vivimos en un espacio-tiempo con tres dimensiones espaciales y una dimensión tipo-tiempo.

Sabine Hossenfelder

Estas limitaciones, que han sido ampliamente relacionadas con las asunciones adicionales que el modelo requiere respecto de la acción para dar las ecuaciones correctas del movimiento, están equilibradas en su visión, en el lado positivo, por el modo en que los grupos de Lie se usan para unificar los bosones con los fermiones.
La investigadora también tiene preocupaciones técnicas por la falta de constantes de acoplamiento en el artículo, que de este modo parece basarse en sacar una longitud de escala característica de la nada. No obstante, finalmente afirma la revisora: "pienso que el artículo de Garret tiene el potencial de convertirse en una contribución muy especial, y su enfoque merece más examen."
Marcus du Sautoyde la Universidad de Oxford dice: «Parece que le faltan muchas cosas» y un teórico de cuerdas Luboš Motl dice que: «cualquier investigador senior entusiasmado por la física sería capaz de ver que solo es una larga secuencia de malentendidos infantiles». Motl argumenta que es imposible tener una teoría con simetrías internas y externas unificadas en cualquier forma no trivial. Motl afirma que el artículo de Lisi viola el teorema de Coleman-Mandula, aunque Lisi asevera explícitamente que los presupuestos del teorema no son aplicables a su trabajo.
El físico Lee Smolin del Perimeter Institute for Theoretical Physics, un crítico con la teoría de cuerdas, describió el trabajo como «uno de los modelos de unificación más convincentes que he visto en muchos, muchos años».
El profesor emérito David Finkelstein del Instituto de tecnología de Georgia dice: «Pienso que todo esto debe ser más que una coincidencia y creo que está tocando algo profundo».
Uno de los teóricos más importantes en gravedad cuántica Carlo Rovelli comentó: «Cuando comencé a leer el artículo era escéptico. Cuando terminé, me pregunté por qué no se me había ocurrido la idea antes».

## Refutación
Jacques Distler y Skip Garibaldi han demostrado que las fórmulas no funcionan y las teorías relacionadas tienen fallos.